# El plaer de viure
 El plaer de viure  (original: Joy of Living) és una pel·lícula musical americana de Tay Garnett, estrenada el 1938 i doblada al català.

## Argument
Maggie és una actriu famosa de Hollywood que viu amb la seva família. Guanya molts diners, però els ha de donar tots a uns pares que constantment li recriminen el que han fet per ella. Un dia, cedeix a les amoroses atencions d'un atractiu i aristocràtic admirador que l'allibera d'un núvol de caçadors d'autògrafs... i sorgeix l'amor.

## Repartiment
- Irene Dunne: Margaret «Maggie» Garret
- Douglas Fairbanks Jr.: Daniel «Dan» Brewster
- Alice Brady: Minerva Garret
- Guy Kibbee: Dennis Garret
- Jean Dixon: Harrison
- Eric Blore: Potter
- Lucille Ball: Salina Garret Pine
- Warren Hymer: Mike
- Billy Gilbert: el propietari del cafè
- Frank Milan: Bert Pine
- Dorothy Steiner: Dotsy Pine
- Estelle Steiner: Betsy Pine
- Phyllis Kennedy: Marie
- Franklin Pangborn: el director d'orquestra
- James Burke: el policia Mac McCarty

## Crítica
Trama convencional que va servir per aconseguir una agradable comèdia musical realitzada amb notable soltura. Romanç i musica, sàviament conjugats resultaven una fórmula gairebé màgica pel públic de l'època.